# DreamWorks SKG

Das Logo des Studios

DreamWorks SKG – auch als DreamWorks LLC oder DreamWorks Pictures auftretend – ist eine US-amerikanische Filmproduktionsgesellschaft, die vornehmlich Filme produziert und vertreibt. Das Unternehmen wurde von Steven Spielberg (Filmregisseur), Jeffrey Katzenberg (ehemaliger Leiter des Disney Animation Department) und David Geffen (Gründer von Geffen Records) im Oktober 1994 gegründet. Das Kürzel SKG setzt sich aus ihren drei Anfangsbuchstaben zusammen. In hauseigenen Filmen wirbt das Unternehmen im Vorspann mit einer Filmsequenz für sich. Die Musik hierzu stammt von John Williams, der für fast alle Spielberg-Filme die Musik geschrieben hat.

## Geschichte
In das Gründungskapital brachten Spielberg, Katzenberg und Geffen jeweils 33 Mio. US-Dollar ein, während sich Microsoft-Mitgründer Paul Allen mit 500 Mio. Dollar beteiligte. Das südkoreanische Unternehmen Cheil Jedang investierte 300 Mio. Dollar in die Gründung von DreamWorks und erwarb damit auch direkt die exklusiven Vertriebsrechte der DreamWorks-Filme in zahlreichen asiatischen Ländern. Zusammen mit Microsoft wurde 1995 das Spieleentwicklungs-Unternehmen DreamWorks Interactive gegründet.
Der erste von DreamWorks veröffentlichte Film war Projekt: Peacemaker im Jahr 1997. Das Unternehmen baute hierfür in den USA einen eigenständigen Vertrieb auf, während man für den Vertrieb außerhalb der USA mit Universal Pictures ein Vertriebsabkommen abschloss, wodurch alle größeren Titel via United International Pictures (UIP) (ein Gemeinschaftsunternehmen von Metro-Goldwyn-Mayer (bis 2000), Paramount Pictures und Universal Pictures) vertrieben wurden. Im Home-Video-Segment ging man zuerst eigene Wege, gründete DreamWorks Home Video und setzte international dabei aufgrund der guten Beziehungen Spielbergs zu Universal ebenfalls auf deren Vertriebsniederlassungen.
Der Aufbau eines eigenen großen Filmstudios im Ödland Kaliforniens misslang aufgrund des Widerstands von Umweltschutzgruppen, die gegen die Trockenlegung eines Sumpfgebiets opponierten. DreamWorks blieb dadurch ohne festes Studio und musste sich für Studiodreharbeiten jeweils bei seinen Mitbewerbern einmieten. Spielbergs Produktionsfirma Amblin Entertainment, die von jeher auf Universals Studiogelände (Universal City) eingemietet ist, wurde dadurch faktisch zum operativen Sitz von DreamWorks.
Für die Herstellung von computeranimierten Filmen schloss DreamWorks 1997 ein Koproduktions-Abkommen mit der Computeranimationsfirma Pacific Data Images (PDI) und veröffentlichte als ersten Film aus dieser Zusammenarbeit 1998 Antz. Der im selben Jahr von DreamWorks veröffentlichte Animationsfilm Der Prinz von Ägypten setzte dagegen auf klassische Animationstechnik.
Für die Koordination der Herstellung sowohl klassischer als auch computergenerierter Animationsfilme schuf DreamWorks im Jahr 2000 die Geschäftseinheit DreamWorks Animation. Die südkalifornische Niederlassung widmete sich dem klassischen Animationsfilm, die nordkalifornische Niederlassung entstand durch die 90 %-Übernahme von PDI, aus der PDI/DreamWorks formiert wurde, die sich ausschließlich dem computeranimierten Film widmete.
Von anderen Geschäftszweigen trennte sich DreamWorks: Im Jahr 2000 wurde DreamWorks Interactive an Electronic Arts verkauft. Die Musiksparte DreamWorks Records, bei der Stars wie George Michael unter Vertrag waren, wurde im Oktober 2003 an die Universal Music Group (UMG) verkauft, wo sie als DreamWorks Nashville in die UMG-Label eingereiht wurde.
Als kurzlebig erwies sich auch die Fernsehsparte DreamWorks Television, die nach einigen wenigen selbständigen Eigenproduktionen dazu überging, Fernsehserien zusammen mit einem Major zu koproduzieren, der in der Regel auch den Vertrieb übernimmt.
Die Filmsparte entwickelte sich schwierig, da sie zwar Kritikererfolge vorzuweisen hatte, der kommerzielle Erfolg dagegen meist nur sehr bescheiden war. Das Fehlen eines eigenen Studios und der zunehmende finanzielle Druck führten bei größeren Filmprojekten zur verstärkten Zusammenarbeit mit anderen Major-Studios und umfasste jeweils Co-Finanzierung und Co-Vertrieb. Auf diese Weise entstanden Filme zusammen mit General Electrics Universal Pictures, Viacoms Paramount Pictures, News Corporations 20th Century Fox, Time Warners Warner Bros. und Sony Pictures Entertainments Columbia Pictures. Aufgrund des Bruchs von Katzenberg mit dem Disney-Konzern blieb nur diese Zusammenarbeit kategorisch ausgeschlossen. In der Regel wurden mit jedem Partner je zwei Filme produziert, wobei DreamWorks jeweils einmal den Vertrieb in den USA und das andere Mal den Vertrieb außerhalb der USA übernahm.
Deutlich erfolgreicher war DreamWorks mit den Animationsfilmen, worauf im Jahr 2004 die Geschäftseinheit DreamWorks Animation aus dem Unternehmen herausgelöst und im Oktober in die börsennotierte Publikumsgesellschaft DreamWorks Animation SKG, Inc. umgewandelt wurde. Das Unternehmen arbeitet seither unabhängig von der ehemaligen Muttergesellschaft.
Diverse Gerüchte über den Verkauf des Unternehmens bewahrheiteten sich im Laufe des Jahres 2005, als bekannt wurde, dass sowohl NBC Universal als auch Viacom an einer Übernahme interessiert waren und mit DreamWorks verhandelten. Viacom musste kurzfristig aus den aktiven Verhandlungen aussteigen, was verschiedene Analysten zu der Hypothese verleitete, dass NBC Universal das Filmgeschäft von DreamWorks übernehmen werde. Im Dezember 2005 wurde bekannt, dass die Viacom-Tochter Paramount Pictures DreamWorks übernehmen würde. Etwa die Hälfte der Übernahmekosten von 1,6 Mrd. US-Dollar trug Viacom, die andere Hälfte stammte von weiteren Investoren – übernommen wurden auch die Schulden von DreamWorks, die etwa 400 Mio. US-Dollar betrugen. Mit dem Geschäft übernahm Paramount auch die etwa 60 Titel umfassende Filmbibliothek von DreamWorks, verkaufte diese aber bereits drei Monate später für 900 Millionen Dollar weiter. Als weitere Folge der Übernahme wurden ab 2006 alle von DreamWorks produzierten Filme von Paramount vertrieben.
Im Juni 2008 wurde bekannt, dass DreamWorks sich aus dem Vertrag mit Paramount lösen wolle. Im Juli 2008 liefen dazu Verhandlungen mit dem indischen Konglomerat Reliance ADA Group, das für DreamWorks 550 Millionen Dollar zahlen wollte. Am 5. Oktober 2008 gab Viacom offiziell bekannt, dass Reliance die zuvor von Paramount gehaltenen Anteile kaufen würde. Die DreamWorks-Filme würden jedoch weiterhin von Paramount vertrieben werden.
Im August 2009 verkündete DreamWorks, ein neues Filmstudio in Los Angeles bauen zu wollen und die nötigen Kreditverhandlungen bereits abgeschlossen zu haben. Geleitet wurden diese von J.P. Morgan Securities. Auch die Walt Disney Studios, die für den Vertrieb aller Filme ab 2011 verantwortlich zeichnen, beteiligen sich an der Finanzierung. Nachdem die Filme Fright Night, Ich bin Nummer Vier und Cowboys & Aliens nicht den erhofften Erfolg an den Kinokassen hatten, war DreamWorks Ende 2011 finanziell angeschlagen. Reliance gab dem Studio im April 2012 eine Finanzspritze in der Höhe von 200 Millionen Dollar. In der Folge schraubte DreamWorks den Output stark zurück und suchte sich für Big-Budget-Produktionen finanzstarke Partner – so wurde Lincoln von 20th Century Fox cofinanziert.

## Filme (Auswahl)
2019
- Koproduktionen 
  - Green Book – Eine besondere Freundschaft (zusammen mit Universal/Comcast)

2014
- Koproduktionen
  - Need for Speed (zusammen mit Electronic Arts und Bandito Brothers)

2013
- Koproduktionen
  - Inside Wikileaks – Die fünfte Gewalt (zusammen mit Anonymous Content und Participant Media)

2012
- Koproduktionen
  - Lincoln (zusammen mit 20th Century Fox, Amblin Entertainment, The Kennedy/Marshall Company und Participant Media)

2011
- Ich bin Nummer Vier
- Koproduktionen
  - Real Steel (zusammen mit ImageMovers und Touchstone Pictures)
  - Transformers 3 (zusammen mit Paramount Pictures)
  - Fright Night (zusammen mit Albuquerque Studios, Gaeta / Rosenzweig Films und Michael De Luca Productions)
  - Cowboys & Aliens (zusammen mit Universal Pictures und Imagine Entertainment)
  - The Help (zusammen mit 1492 Pictures, Imagenation Abu Dhabi und Participant Media)
  - Gefährten (zusammen mit Amblin Entertainment und The Kennedy/Marshall Company)

2010
- Koproduktionen
  - Dinner für Spinner (zusammen mit Paramount Pictures und Spyglass Entertainment)

2009
- In meinem Himmel (The Lovely Bones)
- The Uninvited
- Koproduktionen
  - Das Hundehotel (Hotel For Dogs; zusammen mit Nickelodeon Movies)
  - Transformers 2 (Transformers: Revenge of the Fallen; zusammen mit Paramount Pictures)

2008
- Koproduktionen
  - Eagle Eye – Außer Kontrolle (zusammen mit Goldcrest Pictures)
  - Tropic Thunder (zusammen mit Red Hour Films und Goldcrest Pictures)

2007
- Things We Lost in the Fire
- Koproduktionen
  - Transformers (zusammen mit Paramount Pictures)
  - Disturbia (zusammen mit The Montecito Picture Company)

2006
- Koproduktionen
  - Flags of Our Fathers (zusammen mit Warner Bros. und Amblin Entertainment)
  - Letters from Iwo Jima (zusammen mit Warner Bros. und Amblin Entertainment)

2005
- The Ring 2
- Red Eye
- Koproduktionen
  - Die Geisha (Memoirs of a Geisha; zusammen mit Columbia Pictures)
  - München (Munich; zusammen mit Universal Pictures)
  - Krieg der Welten (War of the Worlds; zusammen mit Paramount Pictures)
  - Die Insel (The Island; zusammen mit Warner Bros.)

2004
- Eurotrip
- Terminal (The Terminal)
- Wie überleben wir Weihnachten? (Surviving Christmas)
- Koproduktionen
  - Neid (Envy; zusammen mit Columbia Pictures)
  - Die Frauen von Stepford (The Stepford Wives; zusammen mit Paramount Pictures)
  - Collateral (zusammen mit Paramount Pictures)
  - Meine Frau, ihre Schwiegereltern und ich (Meet the Fockers; zusammen mit Universal Pictures)

2003
- Old School – Wir lassen absolut nichts anbrennen
  - Biker Boyz
- Animationsfilme
  - Sinbad – Der Herr der sieben Meere (Sinbad:Legend of the Seven Seas)
- Koproduktionen
  - Seabiscuit – Mit dem Willen zum Erfolg (Seabiscuit; zusammen mit Universal Pictures)
  - Paycheck – Die Abrechnung (Paycheck; zusammen mit Paramount Pictures)

2002
- Catch Me If You Can
- Ring
- Animationsfilme
  - Spirit – Der wilde Mustang
- Koproduktionen
  - Minority Report (zusammen mit 20th Century Fox)
  - Road to Perdition (zusammen mit 20th Century Fox)
  - The Time Machine (zusammen mit Warner Bros.)

2001
- Die letzte Festung (The Last Castle)
- Animationsfilme
  - Shrek – Der tollkühne Held (Shrek)
- Koproduktionen
  - A Beautiful Mind – Genie und Wahnsinn (A Beautiful Mind; zusammen mit Universal Pictures)
  - Evolution (zusammen mit Columbia Pictures)
  - A.I. – Künstliche Intelligenz (Artificial Intelligence: AI; zusammen mit Warner Bros.)

2000
- - Der Weg nach El Dorado (The Road to El Dorado)
- Animationsfilme
  - Joseph – König der Träume (Joseph: King of Dreams)
  - Chicken Run – Hennen rennen (Chicken Run)
- Koproduktionen
  - Cast Away – Verschollen (zusammen mit 20th Century Fox)
  - Gladiator (zusammen mit Universal Pictures)
  - Meine Braut, ihr Vater und ich (Meet the Parents; zusammen mit Universal Pictures)
  - Schatten der Wahrheit (What Lies Beneath; zusammen mit 20th Century Fox)

1999
- American Beauty
- Galaxy Quest – Planlos durchs Weltall (Galaxy Quest)
- Auf die stürmische Art (Forces of Nature)

1998
- Animationsfilme
  - Antz
  - Der Prinz von Ägypten
- Koproduktionen
  - Der Soldat James Ryan (Saving Private Ryan; zusammen mit Paramount Pictures)
  - Deep Impact (zusammen mit Paramount Pictures)

1997
- Mäusejagd (Mousehunt)
- Amistad
- Projekt: Peacemaker (The Peacemaker)